# Улугбек-мирза
Улугбек-мирза, также известен как Улугбек Кабули (? — 1502) — принц из династии Тимуридов, правитель Кабула и Газни (1461—1502). Один из сыновей тимуридского султана Мавераннахра Абу-Сеида.

## Биография
Его отцом был Абу-Сеид (1426—1469), султан Мавераннахра (1451—1469). Еще при жизни своего отца Улугбек получил во владение города Кабул и Газни в Афганистане, где он правил в качестве наместника отца. В 1469 году после смерти Абу-Сеида Улугбек стал независимым правителем Кабула и Газни. Его старшие братья, Ахмад-мирза (1451—1494) и Махмуд-мирза (1453—1495), получили во владение Самарканд и Бадахшан соответственно. Третий брат, Умар-Шейх-мирза (1456—1494), стал правителем Ферганы. Последний был отцом Бабура, будущего основателя Империи Великих Моголов.
Большую часть жизни Улугбек-мирза занимался сохранение мира внутри государства, не проводил активной внешней политике. Пользуясь выгодным расположением Кабула, способствовал торговле со Средней Азией и Индией, обеспечивая постоянное наполнение казны. Одновременно был покровителем искусства, включая миниатюры (развивалась Кабульская школа, которая брала начало от персидской миниатюры).
Улугбек не вмешивался в борьбу с другими Тимуридами за Мавераннахр и установил хорошие отношения с Хусейном Байкарой, который в 1469 году стал правителем Хорасана. Впоследствии наладил союзные отношения с Мухаммедом Мукином Аргуном, наместника Хусейна Байкары в Кандагаре, выдав за него замуж свою дочь.
В 1495 году Улугбек подавил восстание своего сына Миран-шаха мирзы, действовавшего при поддержке хазарейцев. Миран-шах мирза потерпел поражение и бежал в Кундуз. Впоследствии вступил в конфликт с пуштунским племенем юсуфзай, лидеров племени которого он приказал уничтожить в Кабуле. Вслед за этим юсуфзаи вынуждены были отступить к границе с Пенджабом.

## Смерть и преемственность

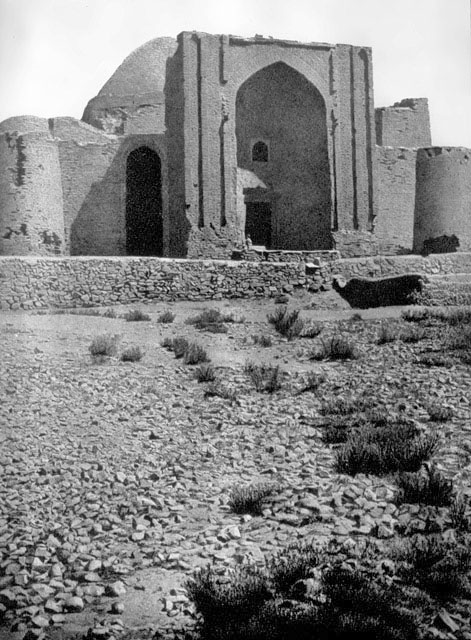
Мавзолей Абдур-Разака, примерно 1924 год

Улугбек-мирза скончался в 1502 году. Он был похоронен в Мавзолее Абдур-Разака в Газни. Хотя гробница была названа в честь его сына, короткое правление Абдур-Разака делает маловероятным, что у него была возможность заказать её строительство. Вместо этого более вероятно, что Мавзолей был первоначально построен его отцом Улугбеком для собственного захоронения, а Абдур-Разак был похоронен в нём позднее. После смерти Улугбека правителем Кабула стал его малолетний сын Абдур-Разак-мирза, но фактическим правителем стал Мухаммед Муким Аргун, зять Улугбека. В 1504 году Бабур, считавший Мукима Аргуна узурпатором, захватил Кабул и изгнал Мукима Аргуна. Бабур отстранил от власти своего двоюродного брата Абдур Разака и пожаловал ему поместье. Из Кабула Бабур и начал завоевание Северной Индии.

## Дети
- Абдур-Разак Мирза (? — 1509), правитель Кабула (1502—1504) и Нингнахара (1507—1509)
- Миран Шах Мирза
- Бики Бегум, жена принца Мухаммада Маасума Мирзы, сына Хусейна Байкары, правителя Хорасана
- Кабули Бегум, 1-й муж — тимурид Бади аз-Заман Мирза, правитель Герата, 2-й муж — Камбар Мирза Кукальташ.
- Биби Зариф, жена Мухаммада Мукима Аргуна.